# Some Like It Hot (film, 1939)
Pour les articles homonymes, voir Some Like It Hot.
Some Like It Hot est un film américain de George Archainbaud, sorti en 1939. Lors de son passage à la télévision, le film a été renommé en Rhythm Romance. C'est sous ce titre qu'il est diffusé en DVD.

## Fiche technique
- Titre original : Some Like It Hot
- Réalisation : George Archainbaud
- Scénaristes : Lewis R. Foster, Wilkie C. Mahoney, d'après la pièce The Great Magoo de Ben Hecht et Gene Fowler
- Directeur de la photographie : Karl Struss
- Montage : Edward Dmytryk
- Direction artistique : Hans Dreier, A. Earl Hedrick
- Ingénieurs du son : George Dutton, Walter Oberst
- Producteur : William C. Thomas
- Société de Production : Paramount Pictures
- Pays de production :  États-Unis
- Format : noir et blanc - 35 mm - 1,37:1
- Genre : comédie
- Durée : 65 minutes
- Date de sortie :
  - États-Unis : 19 mai 1939

## Distribution
- Bob Hope : Nicky Nelson
- Shirley Ross : Lily Racquel
- Una Merkel : Flo Saunders
- Gene Krupa : lui-même
- Rufe Davis : Stoney
- Bernard Nedell : Stephen Hanratty
- Frank Sully : Le matelot Burke / Le cadavre vivant
- Bernadene Hayes : Mlle Marble
- Richard Denning : M. Weems
- Clarence Wilson : M. Ives
- Dudley Dickerson : Sam
- Harry Barris : Harry, le pianiste
- Wayne 'Tiny' Whitt : Bass Fiddler
- J. Scott Smart : Joe

## Autour du film
- Malgré son titre, ce film de 1939, adapté d'une pièce de théâtre, est sans rapport avec le film homonyme de Billy Wilder
- Une précédente adaptation de la pièce The Great Magoo avait été réalisée en 1934 par Wesley Ruggles sous le titre Shoot the Works.